# Cecylia i Maciej Brogowscy

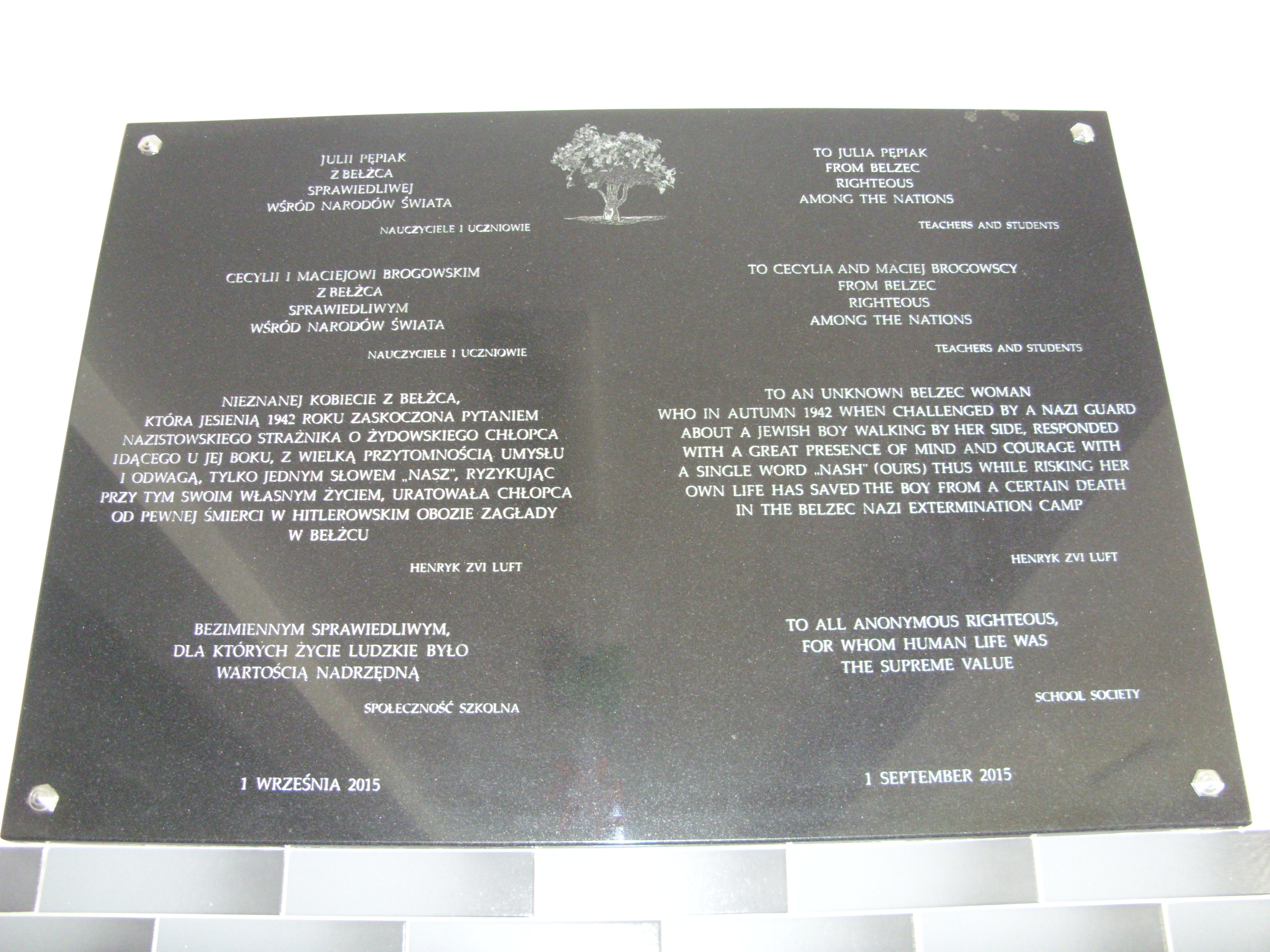
Sprawiedliwi wśród Narodów Świata z Bełżca, wśród nich Cecylia i Maciej Brogowscy, Julia Pępiak i nieznana kobieta z Bełżca, tablica w szkole w Bełżcu

Cecylia i Maciej Brogowscy – mieszkańcy Bełżca w woj. lubelskim. W czasie II wojny światowej i okupacji niemieckiej w Polsce, od 1941 r. do wyzwolenia w 1944, ukrywali przed Gestapo żydowską dziewczynkę Irenę Sznycer. Dziecko przywieziono na prośbę rodziców z Warszawy przez Ksawerę Brogowską i Marię Leszczyńską. Po wojnie Irena Sznycer wyjechała do Izraela.
Małżeństwo Brogowskich otrzymało pośmiertnie  tytuł Sprawiedliwych Wśród Narodów Świata, nadany przez Jad Waszem w Jerozolimie w 2008 roku na ręce ich córki Marii.